# Edam
Edam este o localitate în Olanda, în comuna Edam-Volendam din provincia Limburg, Țările de Jos. Până în 1974 numelei comunei era doar Edam, după numele localității cea mai importantă, dar ulterior a fost schimbat pentru a încorpora numele localității vecine Volendam a cărei populație a crescut în mod spectaculor datorită proximității de capitala olandeză. Localitatea Edam este renumită datorită brânzei cu nume același nume.
1. ↑   (PDF) https://dans.knaw.nl/nl/over/organisatie-beleid/publicaties/DANSrepertoriumnederlandsegemeenten2011.pdf Lipsește sau este vid: |title= (ajutor)
2. ↑   https://gemeentegeschiedenis.nl Lipsește sau este vid: |title= (ajutor)